# Egelsried
Egelsried ist ein Gemeindeteil des Marktes Neukirchen-Balbini im Landkreis Schwandorf, Regierungsbezirks Oberpfalz im Freistaat Bayern.

## Geographie
Egelsried liegt 4 Kilometer nordwestlich von Neukirchen-Balbini und 3 Kilometer südwestlich von der Staatsstraße 2040. Östlich von Egelsried erhebt sich der 540 Meter hohe Steinbühl. Am Südrand der Ortschaft entspringt der Silbergraben und fließt nach Süden der Bodenwöhrer Bucht zu. Egelsried gehörte zu den Zentren des Eisenerzabbaus. Das Eisenerz war in den Sandsteinen und Tonen des Schwarzen Juras enthalten.

## Geschichte
Egelsried (auch: Eglotsriut, Eglofsriut, Eglofsreut, Eglolffreut, Egelolffreut, Egelolfreut, Egleßrieth, Eglerßrieth, Eglesriedt, Eglesrüeth, Eglesried) wurde 1268 erstmals schriftlich erwähnt. In diesem Jahr traten Konrad und Otto von Egelsried vor einem Neunburger Richter als Zeugen auf. Im Herzogsurbar von 1285 wurde Egelsried mit Geld- und Naturalzins von 7 Hufen erwähnt. Egelsried gehörte 1285 zum Amt Nittenau, 1326 zum Amt Wetterfeld, später zum Amt Neunburg. 1297 trat Otto de Eglolffreut als Zeuge bei einer Schenkung an das Kloster Walderbach auf.
1310 verkaufte Henricus de Eglofsriut Teile seiner Steuereinnahmen in Etzmannsried an das Kloster Schönthal. 1323 übergaben Fridrich von Egelolffreut und seine Frau Alhait ihr Gut in Egelsried dem Kloster Schönthal. 1321 war Friedrich von Eglofsreut unter den Verbündeten König Ludwigs gegen die Habsburger Allianz. Im Herzogsurbar von 1326 erschien Egelsried mit Geld- und Naturalzins von einer Hufe. Nach einer Urkunde des Jahres 1343 besaßen die Schwarzenburger den Markt Neukirchen-Balbini als herzoglich-oberbayerisches Lehen. Dazu passt, dass mehrere im Herzogsurbar von 1326 genannte Ortschaften des Amtes Wetterfeld in der Umgebung von Neukirchen-Balbini, darunter Egelsried, zum Besitz der Schwarzenburger gehörten.
1424 war Albrecht Vorster Landsasse auf Egelsried. Das Gut blieb bis zum ersten Drittel des 16. Jahrhunderts im Besitz der Familie Vorster. Im Salbuch von 1499 war Egelsried mit Haferzins in Höhe von 11 Achtel Hafer aufgeführt. 1518 und 1526 wurden Wolfgang und Simon Vorster, Besitzer von Egelsried, als „Vorsthuber“ bezeichnet. Sie waren in den Landsassenmatrikeln eingetragen mit der Pflicht, je ein Reispferd zu halten. Ab 1530, nach dem Tod von Wolfgang Forster, besaß Simon Forster die Forsthufe allein.
Neunburg wurde zu Beginn des 16. Jahrhunderts in ein Inneres und ein Äußeres Gericht unterteilt. Das Innere Gericht umfasste den Ostteil des Gebietes und das Äußere den Westteil. Die Grenze zwischen beiden verlief von Norden nach Süden: Die Ortschaften Oberauerbach, Fuhrn und Taxöldern gehörten zum Äußeren Amt, Grasdorf, Egelsried, Luigendorf und Pingarten zum Inneren.
In den Musterungsregistern von 1522 und 1572 wurde Egelsried jeweils mit 5 Mannschaften verzeichnet. 1661 hatte es 8 Mannschaften, davon 6 verheiratete Männer und 2 unverheiratete. Egelsried hatte laut Amtsverzeichnis von 1622 7 Höfe, 2 Güter, 3 Sölden, 3 Inwohner. Das Steuerbuch von 1631 führte für Egelsried auf: „4 Höfe, 1 Halbhof, 1 Gut, 2 Häusel, 4 Inwohner (darunter 1 Hüter), 1 Pferd, 55 Rinder, 12 Schweine, 78 Schafe, 6 Bienenstöcke  zum Landgericht Neunburg, zum Kloster Walderbach:  2 Güter, 1 Häusel, 11 Rinder, 1 Schwein, 13 Schafe“. Die Steuer betrug 46 Gulden 25¾ Kreuzer. 1661, nach dem Dreißigjährigen Krieg, hatte Egelsried 4 Höfe, 1 Halbhof, 1 Gut, 1 Gütel, 3 Häusel, 3 Inwohner (darunter 1 Hüter, 1 Schäfer), 3 Pferde, 61 Rinder, 8 Schweine, 76 Schafe, 3 Ziegen, 4 Bienenstöcke, zum Kloster Walderbach: 2 Güter, 1 Häusel, 15 Rinder, 3 Schweine, 20 Schafe, 1 Ziege, 2 Bienenstöcke. Die Steuer betrug 36 Gulden 14¼ Kreuzer.
Im Herdstättenbuch von 1762 wurde Egelsried mit 11 Anwesen, 11 Eigentümern, 1 Schmiede, 1 Hüthaus, 14 Inwohner (darunter 2 Tagwerker, 1 Schmied, 1 Kuhhirt, 1 Nebenhüter), insgesamt 20 Herdstätten, verzeichnet. Im Verzeichnis von 1783 erschien Egelsried als Dorf. 1785 war es mit Geld- und Naturalzins von 6 Personen (darunter 1 Häusel) aufgeführt. 1797 zahlte Egelsried Geld- und Naturalzins von 4 Anwesen an das Kloster Walderbach. Gegen Ende des 18. Jahrhunderts gehörten 4 Anwesen in Egelsried zum Stift Fuhrn. 1808 hatte Egelsried 13 Anwesen. Die Eigentümer hießen Träxler, Kraus, Singerer, Lehner, Maier, Vötter, Dorrer, Keilhammer, Stängl, Lacher, Schmäderer. Der Gemeinde gehörten 1 Schmiede und ein Hüthaus.
1808 wurde die Verordnung über das allgemeine Steuerprovisorium erlassen. Mit ihr wurde das Steuerwesen in Bayern neu geordnet und es wurden Steuerdistrikte gebildet. Dabei wurde Egelsried Steuerdistrikt. Der Steuerdistrikt Egelsried bestand aus den Ortschaften Egelsried mit 12 Anwesen, Albenried mit 2 Anwesen, Stocksried mit 2 Anwesen, Pechmühle und Ziegelhütte.
1820 wurden im Landgericht Neunburg vorm Wald die Ruralgemeinde Egelsried gebildet. Zu ihr gehörten die Dörfer Egelsried mit 12 Familien, Jagenried mit 8 Familien, der Weiler Albenried mit 2 Familien und die Einöden Oberstocksried und Unterstocksried jeweils mit 1 Familie. 1885 kam die Einöde Haselhof hinzu, die jedoch der Pfarrei Neukirchen-Balbini zugeordnet wurde. 1950 kam der neu entstandene Aussiedlerhof Neualbenried als amtlich benannter Gemeindeteil hinzu.
Im Zuge der Gebietsreform in Bayern wurde 1972 die Gemeinde Egelsried aufgelöst und nach Neukirchen-Balbini eingemeindet.
Egelsried ist Nebenkirche der Pfarrei Penting. Im Kirchenvisitationsprotokoll von 1582 wurde Egelsried als Teil der Pfarrei Penting erwähnt. 1997 hatte Egelsried 64 Katholiken.

## Einwohnerentwicklung ab 1809
| Jahr | Einwohner   | Gebäude |
| ---- | ----------- | ------- |
| 1809 | 85          | k. A.   |
| 1820 | 12 Familien | k. A.   |
| 1838 | 111         | 14      |
| 1861 | 114         | 41      |
| 1871 | 97          | 43      |
| 1885 | 114         | 15      |
| 1900 | 92          | 16      |

| Jahr | Einwohner | Gebäude |
| ---- | --------- | ------- |
| 1913 | 86        | 13      |
| 1925 | 104       | 16      |
| 1950 | 127       | 16      |
| 1961 | 89        | 18      |
| 1970 | 85        | k. A.   |
| 1987 | 68        | 15      |
| 2011 | 57        | k. A.   |

## Denkmalschutz und Tourismus
In Egelsried 8 steht der denkmalgeschützte Lehmerhof aus dem 18. Jahrhundert, aufgestockt 1924. Es handelt sich um einen Halbwalmdachbau im Heimatstil. Neben dem Wohnhaus steht die Hauskapelle Mariä Heimsuchung Egelsried 8 1/2. Sie wurde um 1850 erbaut und ist Nebenkirche der Pfarrei Penting. Das Anwesen ist unter der Denkmalnummer D-3-76-146-7 registriert.
Am Ostrand von Egelsried führt der Oberpfalzweg vorbei.